# Carlos Moreno Languillo
Carlos Moreno Laguillo é um produtor e diretor mexicano de telenovelas, com trabalhos para rede Televisa no México.

## Biografia
Carlos Moreno Laguillo é um dos produtores da Televisa. Já trabalhou com vários outros produtores e diretores como Salvador Mejía Alejandre, Nicandro Díaz González, Emilio Larrosa e Rosy Ocampo, ele foi produtor associado em telenovelas Bendita Mentira de 1996, produzida por Jorge Lozano Soriano e, Nunca te olvidaré de 1999, produzida por Juan Osorio, entre outras.
Ele foi um dos produtores da primeira telenovela espanhola que contou com a participação da Televisa, a adaptação da telenovela mexicana Retrato de Familia intitulada na Espanha de El secreto, produzida por Europroducciones e Televisa para Televisión Española no ano de 2001, que contou com elenco de atores espanhóis e mexicanos.
Carlos Moreno é um dos atuais produtores de telenovelas mexicanas marcando êxitos internacionais, também seus atores o apreciam por sua maneira da trabalhar, e pela grande solidaridade que há em todos das equipes de gravações. Ele tem trabalhado atualmente com a diretora Karina Duprez e como escritoras de versões livre con Martha Carrillo e Cristina García.
Das telenovelas produzidas por ele tem algumas são sucessos internacionais como En nombre del amor de 2008, versão del clássica de Cadenas de amargura de 1991, e também a mais recente versão de um' grande história mexicana de La mentira de 1998, intitulada Cuando me enamoro no ano de 2010.
Já em 2012 ele inicia a produção de Amor Bravío, outra adaptação da telenovela  De Pura Sangre original de María Zarattini.

## Trajetória

### Produtor executivo
| Ano       | Telenovela             |
| --------- | ---------------------- |
| 2025/2026 | Mi verdad oculta       |
| 2024/2025 | Juegos interrumpidos   |
| 2024      | Mi amor sin tiempo     |
| 2022/2023 | Mi secreto             |
| 2021      | Fuego ardiente         |
| 2018      | Y mañana será otro día |
| 2016      | Mujeres de negro       |
| 2015/2016 | A que no me dejas      |
| 2013/2014 | Quiero amarte          |
| 2012      | Amor Bravío            |
| 2010/2011 | Cuando me enamoro      |
| 2008/2009 | En nombre del amor     |
| 2005      | Sueños y caramelos     |
| 2004/2005 | Los Sánchez            |
| 2003      | Bajo la misma piel     |
| 2001      | El secreto             |
| 1999      | Nunca te olvidaré      |

### Produtor Associado
| Ano  | Telenovela        |
| ---- | ----------------- |
| 1999 | Nunca te olvidaré |
| 1996 | Bendita mentira   |

## Prêmios e Nomeações

### Prêmios ACE
| Ano  | Categoria         | Telenovela         | Resultado |
| ---- | ----------------- | ------------------ | --------- |
| 2010 | Melhor telenovela | En nombre del amor | Ganhador  |

### Prêmios TVyNovelas
| Ano  | Categoria         | Telenovela        | Resultado |
| ---- | ----------------- | ----------------- | --------- |
| 2011 | Melhor telenovela | Cuando me enamoro | Indicado  |
| 2013 | Melhor telenovela | Amor bravío       | Indicado  |
| 2016 | Melhor telenovela | A que no me dejas | Indicado  |
| 2017 | Melhor série      | Mujeres de negro  | Venceu    |